# Midori (browser)
Midori è un browser web minimale per Linux e Windows basato su WebKit, la cui prima versione è stata distribuita il 16 dicembre 2007. Utilizza per l'interfaccia le librerie del toolkit GTK+ versione 2 o 3 a seconda delle implementazioni.

## Caratteristiche

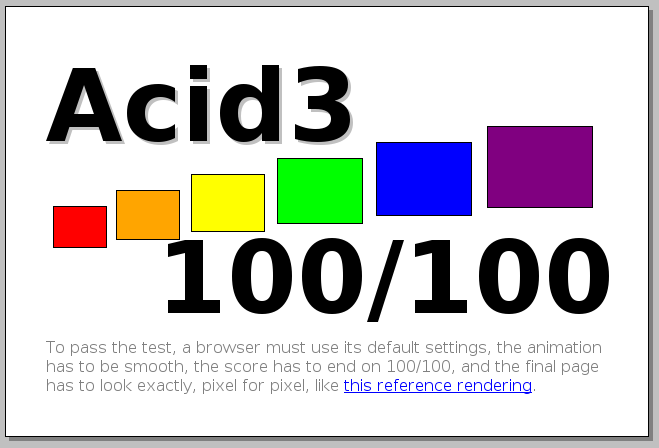
Acid3 test con Midori: il browser supera l'Acid test Acid1, Acid2 e l'Acid3.

Esso fa parte del desktop environment XFCE. Fa inoltre ormai parte predefinitamente delle distribuzioni linux Elementary OS, Bodhi Linux, ed è presente nella spin di Fedora, in Trisquel Mini (entrambe con ambiente desktop LXDE), in Manjaro Linux. e anche in Watt OS R9 con ambiente desktop Microwatt.
Una versione del browser è stata portata anche sui sistemi operativi per dispositivi mobili della Openmoko Inc., il Neo1973 e il Neo FreeRunner. Il motore di ricerca predefinito è DuckDuckGo.
In passato ha sofferto di frequenti crash. I suoi punti di forza sono la velocità, la leggerezza e il rispetto per la privacy dell'utente. Tra le caratteristiche principali si notano:
- Integrazione completa con GTK+2.
- Navigazione in modalità anonima
- Visualizzazione delle pagine basata su WebKit.
- Gestione di tabs, finestre e sessioni.
- Preferiti gestiti con XBEL.
- Searchbox basata sullo standard OpenSearch.
- Estensible con scripting in Lua e Vala.[9]

## Funzionalità native
- Controllo ortografico integrato
- Tool per il debug/ispezione del DOM (element inspect)
- Integrazione con Maemo in caso di utilizzo su smartphone
- Ricerca full-text nella pagina
- Mouse gesture
- Pannelli riposizionabili a piacimento
- Zoom delle immagini
- Compositore veloce (speed dial)[9]